# سعدون آل حميد
سَعْدون بن حُمَيد أو سَعْدون آل حُمَيْد هو زعيمُ بني خالد، أشتهرَ بكونهِ من الثُّوار ضد الحُكم العُثمانيّ في الأحساء وقد استمرت ثورته حوالي 40 عامًا.
حياته الشخصية
لا يعلم متى ولد لكن اتفق الاغلب بانه ولد بعام
1516 بديار قومه بني خالد 
ابوه حميد بن عبدالعزيز كان  زعيما على بني خالد وعندما توفي بايع الاغلب ابنه سعدون 
والذي ثار على العثمانين واستطاع ان يقتل الوالي العثماني باحدى المعارك 

### فهرس المراجع
1. ↑  الوهبي (1989)، ص. 352.

### بيانات المراجع
الكُتُب مُرتَّبة حَسب تاريخ النَّشر
- عبد الكريم بن عبد الله المنيف الوهبي (1989)، بنو خالد وعلاقتهم بنجد: 1080-1208هـ/1669-1794م (ط. 1)، الرياض: دار ثقيف للنشر والتأليف، LCCN:90965812، OCLC:4770620295، OL:18402069M، QID:Q115756960